# 베이징 동물원

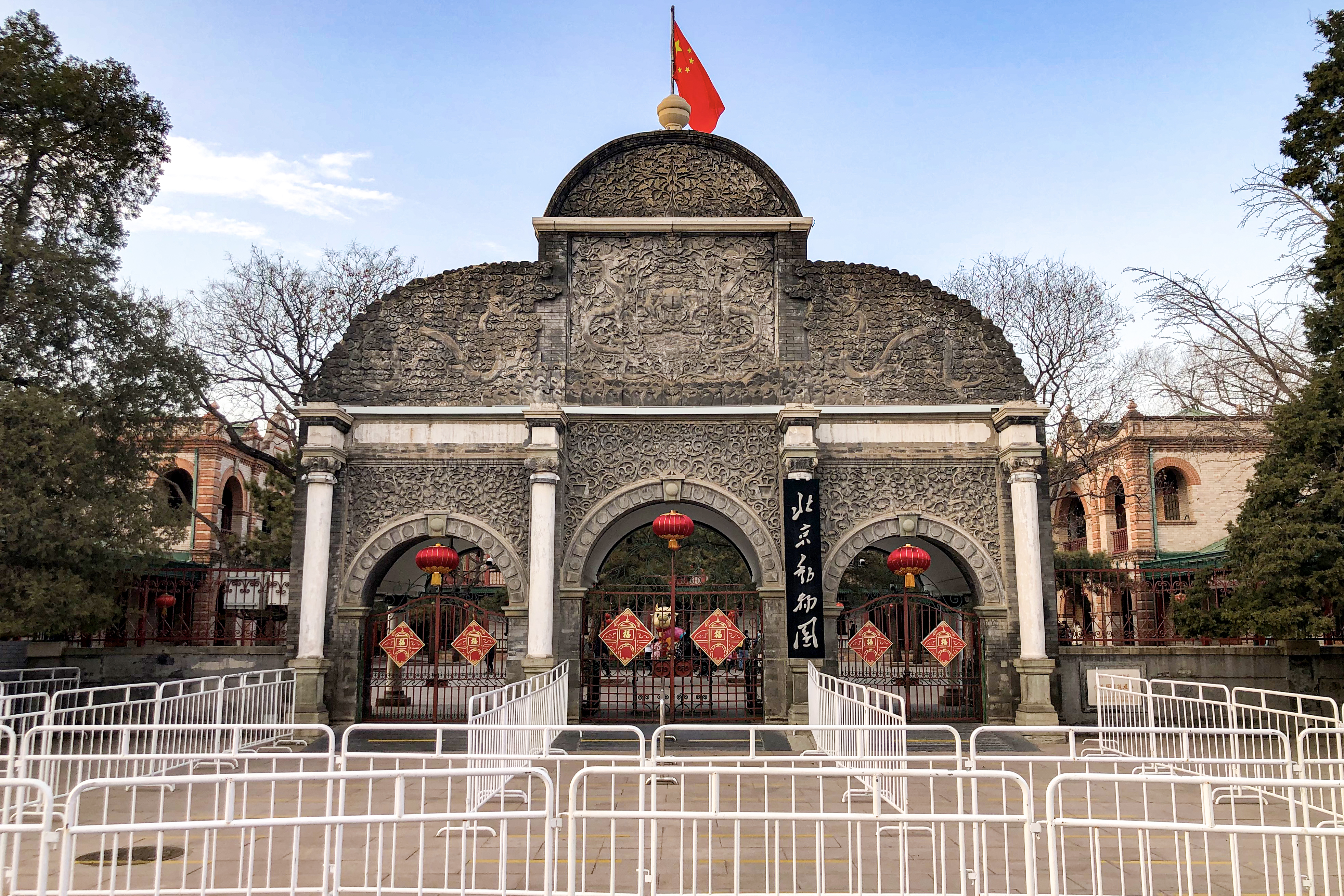
베이징 동물원 입구

베이징 동물원(중국어 간체자: 北京动物园, 정체자: 北京動物園, 병음: běi jīng dòng wù yuán)은 중국 베이징시 시청 구에 위치한 동물원이다. 89헥타르의 면적에 450여 종의 육상 동물과 500여 종의 해양 동물 등 모두 14,500여 마리의 동물을 보유하고 있다. 매년 6백만명 이상의 관광객이 동물원을 찾고 있다. 청나라 말기인 1906년에 처음 설립되었다.